# Viktor Trkal
Viktor Trkal (14. srpna 1888 Ostřetín u Pardubic – 3. září 1956 Praha) byl český fyzik a poslední generální tajemník České akademie věd a umění.

## Život a dílo
Narodil se 14. srpna 1888 v Ostřetíně u Pardubic. Roku 1906 složil maturitu na klasickém gymnáziu ve Vysokém Mýtě; poté se zapsal ke studiu matematiky a fyziky na Karlově Univerzitě v Praze. Jeho nadání mu umožnilo dosáhnout doktorátu již v roce 1911. Po dobu tří let působil jako učitel na reálném gymnáziu v Praze 7 a na Českoslovanské obchodní akademii v Resslově ulici. Po začátku 1. světové války byl mobilizován a účastnil se bojů na ruské frontě. Byl dvakrát zraněn, v roce 1915 padl do zajetí a deportován do zajateckého tábora. Podařilo se mu však obrátit se dopisem na profesora fyziky na univerzitě v Petrohradu Oresta Chvolsona; díky jeho doporučení se ještě během války mohl stát asistentem ve fyzikálním ústavu na nově založené univerzitě v Permu. V listopadu 1918 zde obhájil svoji habilitační práci.
Do Prahy se vrátil počátkem roku 1919 a nastoupil na místo asistenta v Ústavu pro teoretickou fyziku Univerzity Karlovy u profesora Závišky. Roku 1920 působil jako asistent na univerzitě v Leydenu, u profesora P. Ehrenfesta a H. Lorentze, kde se věnoval kvantové a vlnové mechanice.
V lednu 1921 se habilitoval na Přírodovědecké fakultě Univerzity Karlovy; roku 1922 zde byl jmenován profesorem. V letech 1937-1938 a pak po znovuobnovení českých vysokých škol v roce 1945 byl děkanem fakulty.
Od roku 1939 zastával Trkal funkci tajemníka České akademie věd a umění, od roku 1942 do roku 1952 pak jejího generálního tajemníka mj. v době, kdy prezidentem ČAVU byl Zdeněk Nejedlý. Po skončení 2. světové války se dostal do konfliktu s J. Heyrovským, kterého obvinil z kolaborace s nacisty. Později se aktivně zasadil mj. o vznik Ústavu pro nukleární fyziku ČAVU, pozdější Laboratoře pro nukleární fyziku ČSAV. Po založení ČSAV se však nestal jejím členem, protože po Únoru 1948 upadl do nepřízně některých činitelů komunistického režimu. V posledních letech svého života, od roku 1953, pracoval usilovně na učebnici Mechanika hmotných bodů a tuhého tělesa, a to i navzdory nemoci, jíž podlehl 3. září 1956.
Zemřel roku 1956 v Praze a byl pohřben na Olšanských hřbitovech.